# Ольховое (Калининградская область)
Ольховое — посёлок в Зеленоградском районе Калининградской области. Входит в состав Красноторовского сельского поселения.

## Население
| 2002 | 2010 |
| ---- | ---- |
| 108  | ↗118 |

## История
Населенный пункт Корвинген в 1946 году был переименован в поселок Ольховое.